# Атеизм в Беларуси
Атеизм в Беларуси — совокупность граждан и неформальных объединений, осознающими себя нерелигиозными. Согласно Конституции страны, Беларусь является светским государством, где религия отделена от государства.

## История
Первым известным атеистом Беларуси является польский философ Казимир Лыщинский, который написал трактат «О несуществовании бога» и был сожжён на костре.
Особую популярность атеизм в Беларуси приобрел во времена БССР, после «Декрета об отделении церкви от государства и школы от церкви», который подписал Владимир Ленин для всего СССР. Затем декрет утратил силу в 1990 году.
Президент Беларуси — Александр Лукашенко, по своим словам, является «православным атеистом», но несмотря на это, он хотел организовать встречу Папы Римского и Патриарха Московского и всея Руси на территории Беларуси в 2017 году, на что Патриарх ответил ему отказом. Президент объяснил свой поступок тем, что хотел сделать Беларусь «святой землёй». Дважды А. Лукашенко встречался с Папой Римским (с Бенедиктом XVI в 2008 году и Франциском в 2016 году).
В 2013 году, судя по соцопросу только 4 % белорусов считают себя атеистами, 8 % не относят себя ни к какому вероисповеданию, и 3 % затруднились ответить.
В 2016 году около 250 жителей Витебска оказали сопротивление постройке православного храма на территории парка. Это могло серьёзно навредить парку и исторической ценности места.